# Telemundo
Telemundo er en amerikansk spansksproget tv-kanal, der er ejet af NBCUniversal. Kanalen blev grundlagt den 19. juni 1984 og er blandt andet kendt for sine mange sæbeoperaer (telenovelas).